# Pedro Orfila
Pedro Orfila Artime (Luanco, Asturias, 6 de marzo de 1988) es un futbolista español que juega como defensa en el Club Marino de Luanco de la Segunda Federación.

## Trayectoria
Se incorporó en 2001 al fútbol base del Real Sporting de Gijón procedente del Real Avilés C. F., adonde a su vez había llegado desde los equipos del Club Marino de Luanco. Tras su paso por las categorías inferiores del club rojiblanco, promocionó en 2007 a la plantilla del Real Sporting de Gijón "B". Su debut con el primer equipo del Sporting se produjo el 27 de octubre de 2010, en el encuentro de ida de los dieciseisavos de final de la Copa del Rey 2010-11 disputado ante el R. C. D. Mallorca en el Iberostar Estadio. En la temporada siguiente, el 19 de febrero de 2012, se estrenó en Primera División en el estadio El Molinón ante el Club Atlético de Madrid. En la temporada 2012-13 se incorporó definitivamente a la plantilla del primer equipo del Sporting.
El 19 de agosto de 2013 se anunció su cesión al Real Racing Club de Santander durante la campaña 2013-14, en la que el conjunto cántabro consiguió el ascenso a la Segunda División tras finalizar como campeón del grupo I y derrotar a la U. E. Llagostera en la promoción. Al término de la misma, rescindió su contrato con el Sporting y fichó definitivamente por el Racing de Santander. Después del descenso a Segunda División B de la temporada 2014-15, se desvinculó del Racing y fichó por el C. D. Numancia de Soria.
Después de dos temporadas en Segunda División con el equipo soriano, fichó por el Real Murcia C. F. para la campaña 2017-18. Al término de la misma, se desvinculó del Murcia y fue contratado por el F. C. Cartagena.
En agosto de 2019 se comprometió con el Club Deportivo Atlético Baleares de la Segunda División B. Con los baleáricos completaría tres temporadas, la última en la Primera RFEF. 
El 20 de julio de 2022 el Real Avilés C. F. anunció su vuelta al club, con el que firmaba por dos temporadas.
Tras no renovarlo el club realavilesino, el jugador seguirá jugando en la comarca de Avilés, en este caso en el Club Marino de Luanco. La entidad marinista anuncia su fichaje por una temporada, el 28 de junio de 2024. El equipo compite en la Segunda Federación.

## Clubes
| Club                          | País   | Año       |
| ----------------------------- | ------ | --------- |
| Real Sporting de Gijón "B"    | España | 2007-2012 |
| Real Sporting de Gijón        | España | 2012-2013 |
| Real Racing Club de Santander | España | 2013-2015 |
| C. D. Numancia de Soria       | España | 2015-2017 |
| Real Murcia C. F.             | España | 2017-2018 |
| F. C. Cartagena               | España | 2018-2019 |
| C. D. Atlético Baleares       | España | 2019-2022 |
| Real Avilés C. F.             | España | 2022-2024 |
| C. Marino de Luanco           | España | 2024-     |